# Sebastian Maniscalco
Sebastian Maniscalco, född 8 juli 1973 i Chicago, är en amerikansk skådespelare.
Maniscalco har bland annat medverkat i TV-serien Bookie. Han har även medverkat i filmerna Green Book och Super Mario Bros. Filmen.

## Filmografi (i urval)
- 2019 – The Irishman
- 2023 – Spinning Gold
- 2023 – Bookie (TV-serie)
- 2023 – Super Mario Bros. Filmen
- 2024 – IF: Låtsaskompisar